# إروندي يوسف
ولد إروندي يوسف في بيرين, آتشيه في الثاني من أغسطس 1960 وهو محافظ محافظة آتشيه, إندونيسيا سابقا.